# Culex stellatus
Culex stellatus är en tvåvingeart som beskrevs av Someren 1947. Culex stellatus ingår i släktet Culex och familjen stickmyggor.
Artens utbredningsområde är Seychellerna. Inga underarter finns listade i Catalogue of Life.